# Antonio Canales
Antonio Canales (* 3. Dezember 1961 in Sevilla), eigentlich Antonio Gómez de los Reyes, ist ein spanischer Flamenco-Tänzer und Schauspieler.

## Leben und künstlerische Laufbahn
Antonio Canales stammt aus einer Künstlerfamilie. Seine Ausbildung und erste Auftritte als Solotänzer leistete er am Ballet Nacional de España. Danach zog er um nach Paris und wurde Mitglied im Ensemble von Maguy Marín. Zu dieser Zeit wurde er als Choreograf zum internationalen Festival La Versiliana eingeladen.
1988 errang er in Italien den Navisela-Preis als bester Tänzer. 1990 gewann er gemeinsam mit Julio Bocca in Mexiko den Preis als bester internationaler Tänzer. 1992 gründete er seine eigene Kompanie in Bilbao. Sie debütierte mit zwei Choreografien: Siempre flamenco und A ti, Carmen Amaya, einer Hommage an die berühmte Flamencotänzerin Carmen Amaya. Die beiden Stücke markierten einen Wendepunkt in Antonio Canales’ Schaffen, weg vom klassischen und modernen Ballett hin zum Flamenco in Verbindung mit anderen Tanzformen. Seitdem begleitet eine lange Kette von preisgekrönten Arbeiten und lobender Kritik seine Arbeiten und seine künstlerische Auffassung.
Als erster Solotänzer trat Antonio Canales in mehr als 50 Choreografien in verschiedenen Kompanien auf. Er nahm an zahlreichen Galavorstellungen teil, unter anderem gemeinsam mit Rudolf Nurejew, Maja Plissezkaja, Wladimir Wasiler, Fernando Bujones, Sylvie Guillem, Patrick Dupond und Julio Bocca.
1992 fand zum 500-jährigen Jubiläum der Entdeckung Amerikas eine Menge kultureller Veranstaltungen in Spanien, Amerika und weltweit statt. Canales trat im World Financial Center in New York, beim Holland Festival und in Tokio auf. Mit seiner nächsten Darbietung, Torero, hatte er 1993 in Montreal Premiere und ging anschließend auf eine ausgedehnte Tournee. Ein Jahr später hatte sie ihre Premiere in Madrid. Sie wurde dort mehr als 1.000 mal aufgeführt. 1995 errang Antonio Canales den spanischen Premio nacional de danza.
Ein Jahr später, anlässlich der Flamenco-Biennale von Sevilla, hatte Antonio Canales mit der Show Gitano im dortigen Teatro Central Premiere. Gemeinsam mit dem katalanischen Bühnenbildner Lluis Pasqual präsentierte er die Show Bengues beim Herbstfestival von Madrid 1998. Als Auftragsarbeit des Ballet Nacional de España schuf er die Choreografie Grito, die in New Yorks City Center uraufgeführt wurde.
1999 eröffnete er seine Tanzschule Escuela de flamenco. Im selben Jahr erhielt er den Max-Preis als bester Tänzer, trat in dem Film Vengo auf, und wurde mit der Medalla Andalucia geehrt. Im Jahr 2000 hatte er mit Prometeo Premiere beim Theaterfestival im römischen Theater von Mérida. Im Jahr darauf reiste er mit dem Stück Bailaor durch Lateinamerika und Spanien.
Mit einer von Neuaufführung Torero feierte Antonio Canales 2002 das zehnjährige Jubiläum seiner Kompanie. 2003 brachte er Ojos Verdes in Sevilla auf die Bühne, eine getanzte Hommage an den Dichter Fernando Villalón (1881–1930). Für dieses Stück erhielt er erneut einen Max-Theaterpreis als bester Tänzer. Mit Carmen, Carmela zeigte er 2004 seine eigene Fassung von Prosper Mérimées Novelle Carmen. Gemeinsam mit berühmten Flamenco-Künstlern wie Paco de Lucía, Tomatito und Eva Yerbabuena trat er in jenem Jahr bei der Flamenco-Biennale von Sevilla auf. Beim Theaterfestival von Mérida 2005 präsentierte er Sangre de Edipo. 2006 hatte er mit Musical Flamenco Los Grandes in Las Palmas de Gran Canaria Premiere. Mit diesem Stück ging er bis 2007 auf Tournee. In Caracas zeigte er 2009 seine persönliche Version von Federico Garcia Lorcas Bühnenstück La Casa de Bernarda Alba.
In den folgenden Jahren trug Antonio Canales in der mexikanischen Stadt Guanajuato zu den Feierlichkeiten zur 200-jährigen Unabhängigkeit Mexikos bei. Er unterrichtete am Theater in Madrid, arbeitete mit dem Cervantes-Institut zusammen und brachte seine Shows in europäischen und amerikanischen Großstädten auf die Bühne.
Mit einem schonungslos autobiografischen Stück, Una moneda de dos caras, trat er 2015 an die Öffentlichkeit. Beim Festival Fire von Pamplona im August 2015 tanzte er im Paar mit Manuela Carrasco.